# Municipio 4 Ritter
El municipio 4 Ritter (en inglés: Township 4, Ritter) es un municipio ubicado en el  condado de Moore en el estado estadounidense de Carolina del Norte. En el año 2010 tenía una población de 2.753 habitantes.

## Geografía
El municipio 4 Ritter, se encuentra ubicado en las coordenadas 35°28′2.37″N 79°30′4.34″O / 35.4673250, -79.5012056.